# 异裂菊
异裂菊（学名：Heteroplexis vernonioides）是菊科异裂菊属的植物，为中国的特有植物。分布在中国大陆的广西等地，多生在山谷石灰岩石边，目前尚未由人工引种栽培。